# Inicijal
Inicijal, u širem značenju pojma, označava svako početno slovo u riječi; početna slova imena i prezimena neke osobe. 
Izvorno, u paleografiji i tiskarstvu, inicijal je početno slovo u pisanim rukopisima koja su posebno oblikovana, istaknuta veličinom, redovno ornamentalnog karaktera ili čak oblikovana kao okvir nekom prikazu.
Inicijali se obično nalaze u iluminiranim rukopisima (Minijatura (slikarstvo)), a najprije su se pojavili u rukopisima iz ranog 8. st.
Najstariji primjer je iz oslikanog rukopisa Petrogradske Bede (St Petersburg Bede), iz 731. – 46. U kasnoj antici inicijal se počinje isticati veličinom i oblikom, ali pravi razvoj ilumininacije inicijala započeo je s razvojem preromaničkih samostana u Irskoj, Engleskoj i posebice u franačkoj za vrijeme Karla Velikog, te u otonskoj umjetnosti. Oslikani obično temperom na papiru ili pergamentu, zadržali su ornamentalnu dekoraciju barbarske umjetnosti kroz cijelu romaniku. Isprva su bili urešeni geometrijskim motivima, obično pletera, u koji su raskošnim bojama maštovito ukomponirani različiti likovni prikazi životinja, riba, ptica, biljaka, bajkovitih čudovišta, nemani i sl. Uređen raskošnim bojama i ukrasima s vinjetama i minijaturama počinje činiti osnovu iluminacije knjige. Čest je u gotici, a u renesansi, od 16. stoljeća, u uporabi su tiskani inicijali. 
Danas je inicijal najčešće nešto veće slovo ili se izrađuje prema gotovu klišeju. Inicijali kao prva, početna slova nečijeg imena i prezimena, u široj upotrebi koriste se za vrlo poznate osobe, kao na primjer J.F.K. za u atentatu ubijenog predsjednika SAD-a. Malo je ljudi koji, kad vide te inicijale, neće točno znati o kome je riječ. Danas se, na primjer, za jednu od njujorških zračnih luka koja je dobila ime po John F. Kennedyju u svakodnevnom govoru kaže samo "leti s JFK-a", i pri tome svi točno znaju na što misli onaj koji upotrijebi te inicijale. Kod nas bi se to, možda, moglo reći za A.G.M. ili, samo djelomično korišteni inicijali A.G. Matoš. Vjerojatno će većina čitatelja znati da je riječ o inicijalima Antuna Gustava Matoša.
U vrijeme prije tiskarskog stroja, dok su se pisana djela mogla širiti jedino prepisivanjem, da bi se prepisani tekst uljepšao, često su se početna slova poglavlja ukrašavala ornamentima ili crtežima životinja, pokrajina ili osoba. To se uljepšavanje kasnije prenijelo na inicijale u najrazličitijim oblicima korištenja, i često se za tako ukrašena slova, neovisno što tako ukrašena slova doista znače, koristi naziv "inicijali".
Prema načinu ukrasa u tiskarstvu razlikujemo: zatvoreno urešeni, otvoreno urešeni i neurešeni inicijal.
U kontekstu tipografije oslikanih rukopisa, grisaille je inicijal koji je nastao slikanjem samo jednom bojom (monokromno).
- Najstariji inicijal za kojeg se zna, Petrogradska Beda (St Petersburg Bede), 8 st.
- In principio s početka Evanđelja po Ivanu, 9. st.
- Jedan od tisuću manjih inicijala iz Knjige Kellsa
- Mainz Psalter, tiskao 1457. Johannes Gutenberg. Glavni inicijal i obris rađeni u drvorezu, ostatak u bakrorezu.

## Poveznice
- Minijatura (slikarstvo)
- Iluminirani rukopisi
- Predromanika
- Monogram

## Vanjske poveznice
- (njem.) Typolis.